# Giro de Lombardía 1980
El Giro de Lombardía 1980, la 74.ª edición de esta clásica ciclista, se disputó el 18 de octubre de 1980, con un recorrido de 253 km entre Milán y Como. El vencedor final fue el belga Alfons De Wolf, por delante del italiano Alfredo Chinetti y al tambiçen belga Ludo Peeters. 

## Clasificación final
| \| Clasificación general \| Clasificación general \| Clasificación general \| Clasificación general \| Clasificación general \| \| Ciclista \| Ciclista \| Equipo \| Tiempo \| \| \| --------------------- \| ---------------------- \| -------------------------- \| --------------------- \| --------------------- \| \| 1.º \| Alfons De Wolf \| Boule d'Or-Studio Casa \| 7 h 08 min 00 s \| \| \| 2.º \| Alfredo Chinetti \| Inoxpran \| + 0 s \| \| \| 3.º \| Ludo Peeters \| IJsboerke-Warncke Eis \| + 0 s \| \| \| 4.º \| Theo de Rooij \| IJsboerke-Warncke Eis \| + 1 min 25 s \| \| \| 5.º \| Hennie Kuiper \| Peugeot-Esso-Michelin \| + 1 min 25 s \| \| \| 6.º \| Roberto Ceruti \| Gis Gelati \| + 1 min 25 s \| \| \| 7.º \| Jean-Luc Vandenbroucke \| La Redoute-Motobécane \| + 2 min 32 s \| \| \| 8.º \| Silvano Contini \| Bianchi-Piaggio \| + 2 min 32 s \| \| \| 9.º \| Wladimiro Panizza \| Gis Gelati \| + 2 min 32 s \| \| \| 10.º \| Mario Beccia \| Hoonved-Bottecchia \| + 3 min 20 s \| \| \| 11.º \| Graham Jones \| Peugeot-Esso-Michelin \| + 7 min 58 s \| \| \| 12.º \| Francesco Masi \| Mobili San Giacomo-Benotto \| + 7 min 58 s \| \| \| 13.º \| Ferdi van den Haute \| La Redoute-Motobécane \| + 9 min 57 s \| \| \| 14.º \| Corrado Donadio \| Famcucine-Campagnolo \| + 9 min 57 s \| \| \| 15.º \| Jacques Bossis \| Peugeot-Esso-Michelin \| + 9 min 57 s \| \| \| 16.º \| Pascal Simon \| Peugeot-Esso-Michelin \| + 10 min 17 s \| \| \| 17.º \| Yvan Lamote \| Eurobouw-Cambio Rino \| + 17 min 00 s \| \| |                        |                            |                 |
| |                        |                            |                 |
| Fuentes: ProCyclingStats Cycling Archives |                        |                            |                 |
| Clasificación general |                        |                            |                 |
| Ciclista | Ciclista               | Equipo                     | Tiempo          |
| 1.º | Alfons De Wolf         | Boule d'Or-Studio Casa     | 7 h 08 min 00 s |
| 2.º | Alfredo Chinetti       | Inoxpran                   | + 0 s           |
| 3.º | Ludo Peeters           | IJsboerke-Warncke Eis      | + 0 s           |
| 4.º | Theo de Rooij          | IJsboerke-Warncke Eis      | + 1 min 25 s    |
| 5.º | Hennie Kuiper          | Peugeot-Esso-Michelin      | + 1 min 25 s    |
| 6.º | Roberto Ceruti         | Gis Gelati                 | + 1 min 25 s    |
| 7.º | Jean-Luc Vandenbroucke | La Redoute-Motobécane      | + 2 min 32 s    |
| 8.º | Silvano Contini        | Bianchi-Piaggio            | + 2 min 32 s    |
| 9.º | Wladimiro Panizza      | Gis Gelati                 | + 2 min 32 s    |
| 10.º | Mario Beccia           | Hoonved-Bottecchia         | + 3 min 20 s    |
| 11.º | Graham Jones           | Peugeot-Esso-Michelin      | + 7 min 58 s    |
| 12.º | Francesco Masi         | Mobili San Giacomo-Benotto | + 7 min 58 s    |
| 13.º | Ferdi van den Haute    | La Redoute-Motobécane      | + 9 min 57 s    |
| 14.º | Corrado Donadio        | Famcucine-Campagnolo       | + 9 min 57 s    |
| 15.º | Jacques Bossis         | Peugeot-Esso-Michelin      | + 9 min 57 s    |
| 16.º | Pascal Simon           | Peugeot-Esso-Michelin      | + 10 min 17 s   |
| 17.º | Yvan Lamote            | Eurobouw-Cambio Rino       | + 17 min 00 s   |